# Мільйонер (фільм, 2004)
«Мільйонер» (англ. Millionaire) — хардкорний порнофільм, знятий в 2004 році режисером Аллесандро Дель Маром на студії Private Media Group. У Росії його показали в урізаному вигляді на каналі «Російська ніч». Географія фільму охоплює Німеччину, Італію, Сейшели, Угорщину, Домінікану, Іспанію, Кайманові острови, Росію, і, іноді оцінюється як «найбільш амбітний проєкт студії Private».

## Сюжет
У 1945 році при взятті Берліна американські солдати вбили генерала фон Ліберата, одного з головних нацистських злочинців. У нього була інструкція, яка вказувала на те, де знаходяться 4 частини однієї карти, яка вказувала де зберігаються скарби Третього рейху. Слуга фон Ліберата, полонений єврей, непомітно взяв цю карту собі.
Минуло багато років. У 2004 році в Римі молода дівчина Еллен приходить в сувенірну крамницю, щоб купити якусь дрібничку на пам'ять про Італію. Літній власник магазину ввічливо її вітає. В цей же момент в крамницю вриваються 2 літніх бандита (вони не бачать Еллен). Вони важко ранять господаря і вимагають інструкцію, як знайти 4 частини карти фон Ліберата. Він віддає їм інструкцію і вони йдуть. Еллен хоче викликати поліцію і відвезти старого в лікарню, але він віддає їй інструкцію як знайти карту (він був євреєм, який у 1945 році забрав карту, а те, що він віддав бандитам, було підробкою). Він помирає, але просить знайти Еллен ці скарби (близько 100 мільйонів доларів) і взяти їх собі, але бере з неї слово, що вона віддасть половину цих грошей в фонд пам'яті жертв Голокосту.
Перший шматок знаходиться в Берліні, другий у колумбійського наркобарона, третій знаходиться в російському борделі, а четвертий в Італії. Еллен просить свого колишнього чоловіка Роберта допомогти їй в пошуках скарбів. Неохоче, Роберт все ж погоджується.

### Сексуальні сцени

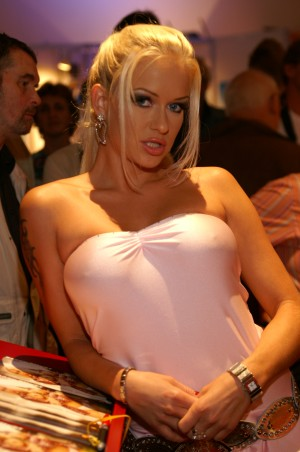
Стейсі Сільвер зіграла невелику роль у фільмі

Private Gold 67: Millionaire 1:
1. Lucy Lee — George Uhl.
2. Alexa May — Alissa — Philippe Dean.
3. Delfynn Delage — Horst Baron — Kevin Long.
4. Lenny Powers — Horst Baron — Kevin Long.
5. Claudia Ferrari — Sarah Blue — Phil Holliday.
6. Ellen Saint — Jessica May — Max Cortes.
7. Claudia Ferrari — Francesco Malcom.
8. Simony Diamond — Stacy Silver — George Uhl.
9. Claudia Ferrari — Rodolphe Antrim — Sebastian Barrio — Titof — Tony Carrera.

Private Gold 68: Millionaire 2:
1. Tera Bond — Csoky.
2. Claudia Ferrari — Antonio Ross.
3. Tera Bond — Vanessa Hill.
4. Barbara Summer — Vanessa Hill — Antonio Ross.
5. Victoria Swinger — Lauro Giotto.
6. Angelina Crow — Roxy Panther — Horst Baron — Lauro Giotto.

## Нагороди
- XRCO Award (2004) — Best DVD[4].
- Venus Award (2004) — Best Europäischer Film[5]
- Venus Award (2004) — Best DVD[6].
- FICEB Award (2004) — Ninfa al mejor DVD (Beste DVD)
- AVN Award (2005) — Best DVD Extras
- AVN Award (2005) — Best DVD Packaging